# Zorro (bok)
Zorro: så föddes legenden (på spanska El Zorro: Comienza la leyenda) är en roman från 2005 av Isabel Allende, där handlingen utspelar sig i Kalifornien och Spanien under tiden 1790–1815.
Inför den kommande Zorrofilmen av Steven Spielberg har Isabel Allende ombetts att skriva en roman som ska ge Zorrogestalten en riktig bakgrund och historia.